# Муттерайхе
Муттерайхе (нем. Muttereiche) — это дуб возрастом около 1300 лет в окрестностях города Гехинген, район Цоллернальб в федеральной земле Баден-Вюртемберг в Германии.
Дуб находится в лесу к западу от района Штайн в Гехингене в направлении замка Линдих. Раньше перед деревом располагался тинг древнегерманского союза племен алемманов. С приходом христианства дерево потеряло своё былое значение. Однако следует заметить, что первая построенная там христианская церковь Мартиникирхе имела определенное отношение к месту расположения тинга. Она просуществовала до 19 века и располагалась на пересечении улицы, ведшей к замку Линдих, и примыкающей дороги по направлению к тиру.
В 2014 года у дуба отломилась самая большая ветвь. Кроме того, ствол частично прогнил, и отпала кора, но, по всей видимости, дерево все-таки продолжит существовать.

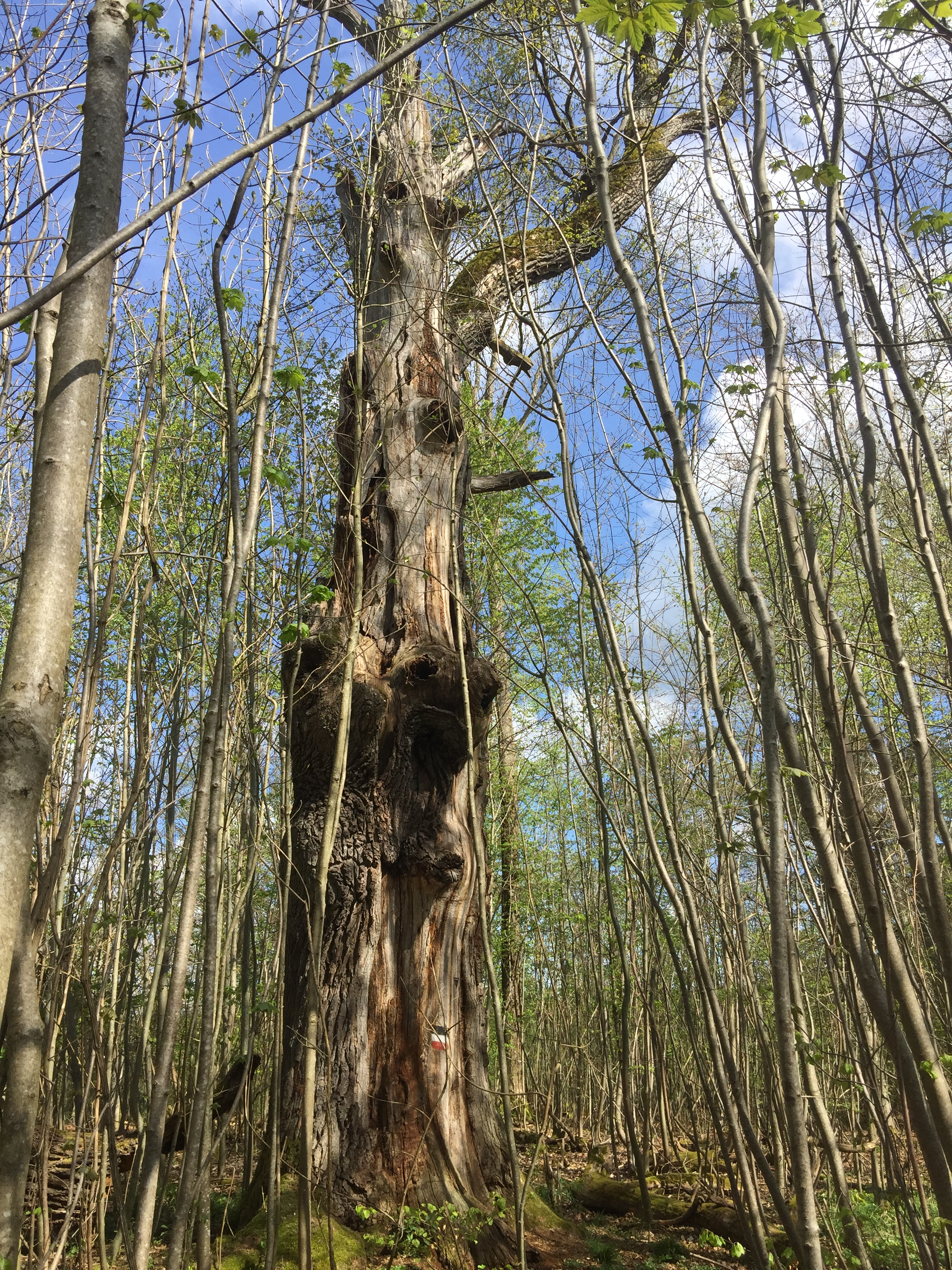
Муттерайхе

С 1995 года дереву был присвоен охранный статус — памятник живой природы, оно сейчас находится в природоохранной зоне «Средняя часть долины реки Штарцель».